# Dian Fossey
Pour les articles homonymes, voir Fossey.
Compléments
Influencée par Jane Goodall, Louis Leakey et George Schaller
Dian Fossey (/daɪˈæn fɒsi/), née le 16 janvier 1932 à San Francisco (Californie, États-Unis) et assassinée le 26 décembre 1985 dans les montagnes des Virunga au Rwanda, est une primatologue américaine, spécialisée dans l'étude du comportement des gorilles de l'Est. Elle les a étudiés régulièrement dans les forêts de montagne du Rwanda, encouragée à l'époque par l'archéologue britannico-kényan Louis Leakey. Elle est assassinée en 1985. On ne connaît pas son assassin.
Reconnue comme une grande primatologue de son vivant, avec Jane Goodall et Birutė Galdikas, elle est l'autrice d'un livre de mémoires, Gorilles dans la brume, qui a fait l'objet d'une adaptation cinématographique en 1988 où son rôle est interprété par Sigourney Weaver.

## Biographie

### Enfance et famille
Née d'un père d'origine anglaise et d'une mère américaine, Dian Fossey voit le jour le 16 janvier 1932 à San Francisco. Ses parents divorcent lorsqu'elle a 6 ans. Sa mère se remarie avec Richard Price, riche homme d'affaires. Ce dernier interdit à Dian Fossey de revoir son père George Fossey, devenu alcoolique et violent. Elle ne revoit pratiquement plus jamais son père, seule une brève correspondance est entretenue lorsqu'elle étudie les gorilles bien plus tard au Rwanda.
Fossey a des problèmes pulmonaires depuis son plus jeune âge et, plus tard dans sa vie, elle a développé un emphysème avancé provoqué par des années de tabagisme excessif .
Les relations entre Dian Fossey et son beau-père sont mauvaises car c'est un homme à poigne. Aucun des deux ne fait de concessions. Toute son enfance, elle subit les excès d'autorité de son beau-père qui va jusqu'à lui interdire de manger à la table familiale. Elle mange à la cuisine en compagnie de la servante.
Petite fille solitaire et renfermée, elle se passionne pour la nature et le monde animal. Elle dirige tout son amour sur le seul animal autorisé dans la maison : un poisson rouge. Toute petite, elle est convaincue qu'elle vivra entourée d'animaux.

### Études et carrière d'ergothérapeute aux États-Unis
À 17 ans, elle entame des études de comptabilité qui ne lui conviennent pas. Un an plus tard, elle commence des études de vétérinaire, mais elle échoue, en raison de ses faiblesses en physique et en chimie.
Cependant elle est diplômée d'ergothérapie à l'université d'État de San José en 1954, à l'âge de 22 ans. Son diplôme en poche, elle quitte San Francisco pour le Kentucky. Elle est engagée au Korsair Children's Hospital, un hôpital religieux où elle dirige le département d'ergothérapie. Elle se sent inapte à ce travail, mais finit par s'habituer et y prendre goût. Elle s'occupe d'enfants en difficulté.
C'est dans cet hôpital qu'elle rencontre Mary White, une secrétaire avec qui elle se lie d'amitié. C'est une femme fantasque et rêveuse, ce qui lui plaît beaucoup. Début 1960, Mary White projette un voyage safari au Kenya, et propose à Dian Fossey de l'accompagner. Et c'est avec une grande peine que cette dernière refuse par manque d'argent.
Trois ans plus tard, bien décidée à partir pour l'Afrique, continent auquel elle a toujours rêvé, elle emprunte l'équivalent de trois ans de son salaire pour y faire un voyage touristique de 6 mois.

### Carrière d’éthologue en Afrique

#### Études et travail de conservation sur les gorilles au Rwanda, en Afrique

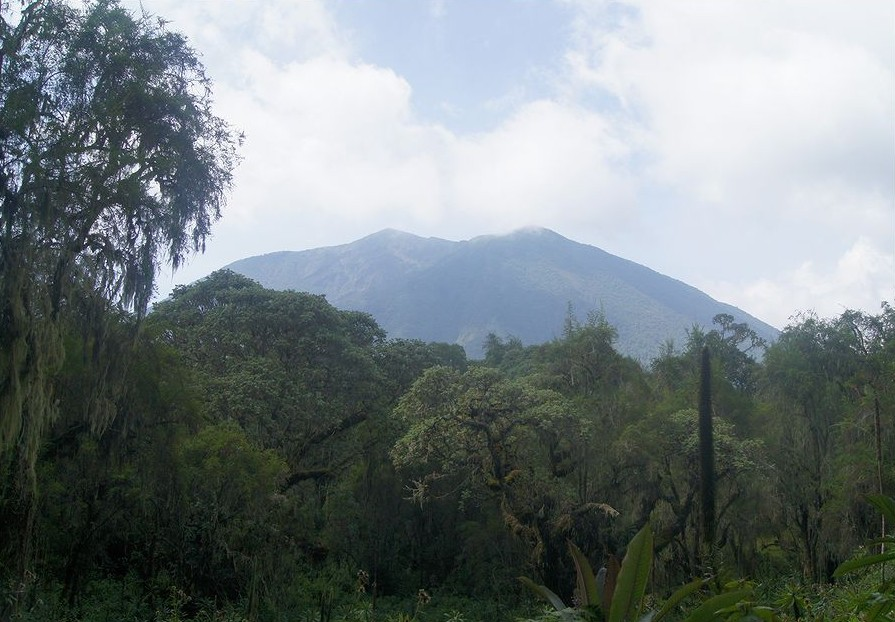
Fossey a établi son camp de recherche sur les contreforts du mont Visoke.

Elle envisage son œuvre future en Afrique des Grands Lacs dès 1957. Il lui faut attendre 1963 pour son premier séjour au Rwanda. Ses retours aux États-Unis se raréfient à mesure que se déploie son activité scientifique.
En 1967, elle crée le Karisoke Research Center, dans les montagnes des Virunga, dans la province de Ruhengeri au Rwanda.
En 1974, elle obtient un doctorat en zoologie de l'Université de Cambridge.

#### Combat contre le braconnage

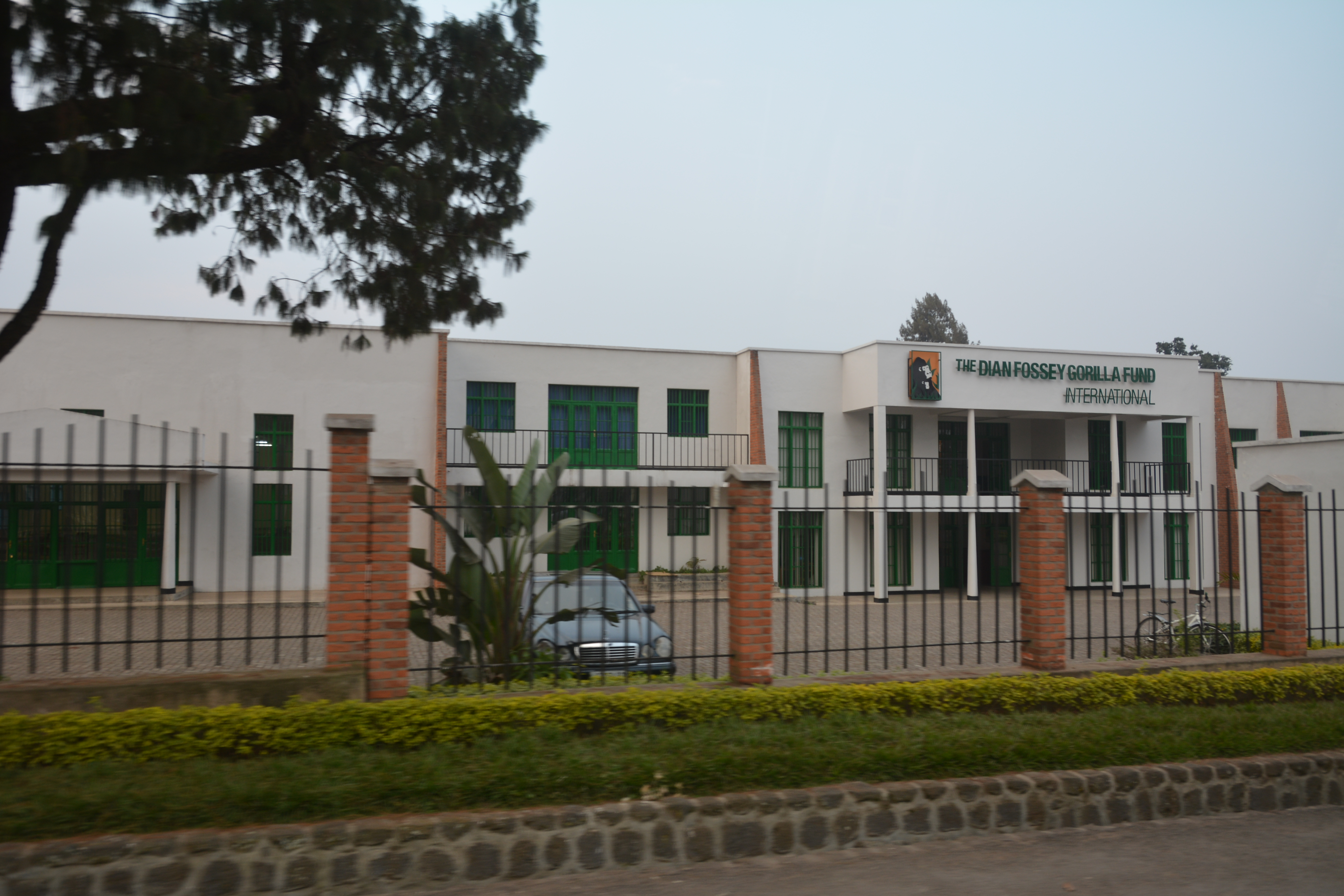
Le Fonds international Dian Fossey Gorilla, chargé de la protection des gorilles.

Bien que le braconnage soit illégal dans le parc national des volcans du Rwanda depuis les années 1920, la loi est à l'époque rarement appliquée par les restaurateurs du parc, qui gagnent un salaire inférieur au propre personnel africain de Fossey et qui sont souvent soudoyés par les braconniers. Dian écrit même qu'à trois reprises, elle constate que les propriétaires du parc, le lendemain d'une capture de gorilles, les proposent aux zoos. Les têtes et les mains coupées des gorilles sont également vendues comme trophées et cendriers géants sur le marché aux touristes. Et comme les gorilles se battent jusqu'à la mort pour protéger leurs petits, les enlèvements se traduisent souvent par la mort d'une dizaine de gorilles adultes.

### Découvertes scientifiques et travail de sensibilisation
Au Rwanda, Dian Fossey est connue sous le surnom de Nyiramachabelli (pouvant être traduit plus ou moins fidèlement par « la femme qui vit seule dans la montagne »). Elle fait plusieurs découvertes sur les gorilles comme les changements de groupes par les femelles gorilles, sur la façon dont le mâle à dos argenté d'un groupe tue les petits en bas âge issus d'un autre père afin que les femelles puissent porter ses propres enfants, et comment les gorilles recyclent des substances nutritives.

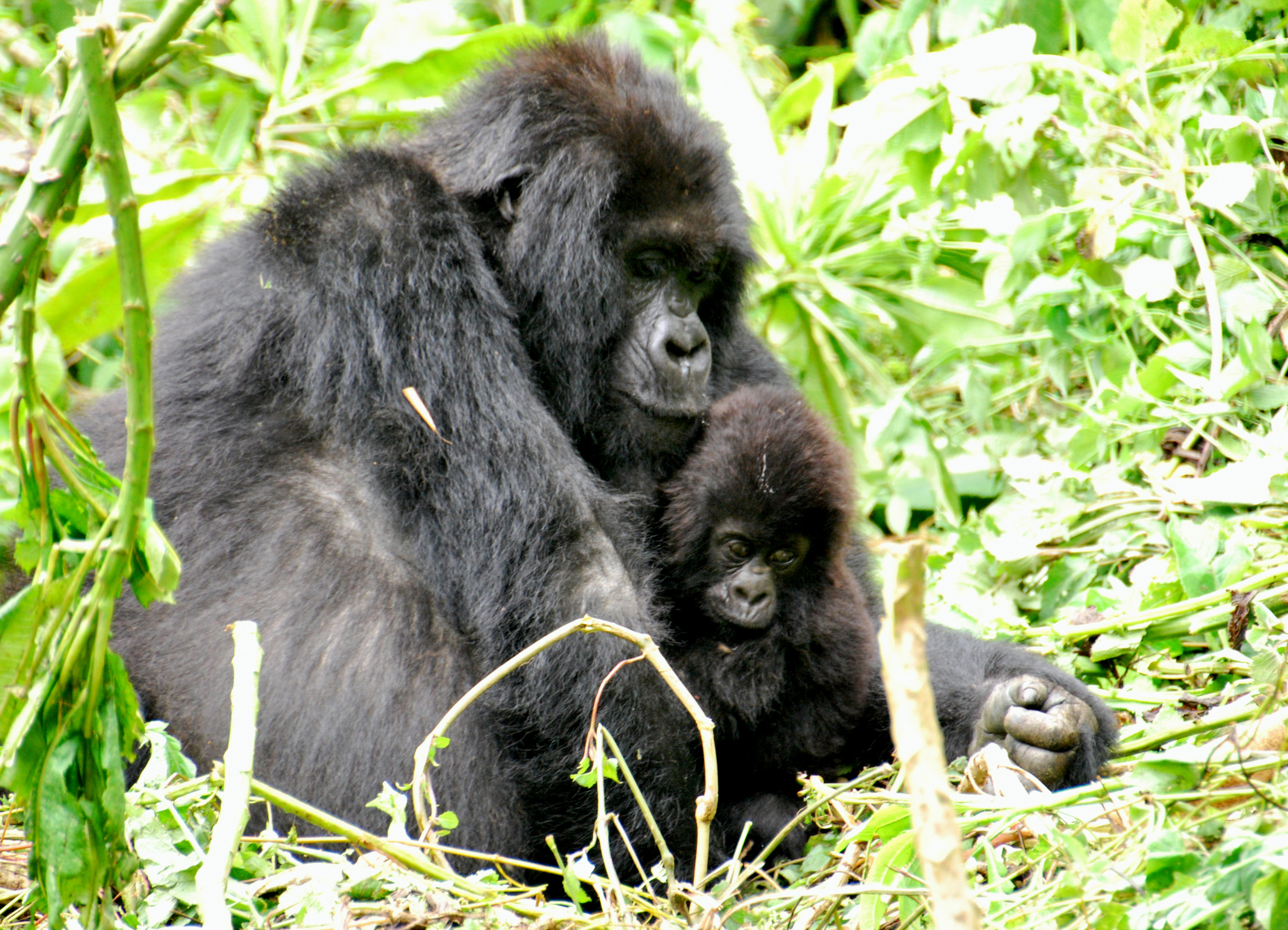
Gorilles des montagnes dans le parc national des Volcans.

Ses recherches sont financées par la fondation de Louis Leakey, elle-même financée par le National Geographic. C'est ce primatologue qui envoie à l'étude des grands singes dans leur milieu naturel, les « Anges de Leakey » ou les « Trimates », un groupe de trois femmes sans qualifications scientifiques particulières (Dian Fossey sur les gorilles, Jane Goodall sur les chimpanzés, et Biruté Galdikas sur les orangs-outangs),. Leakey était en effet convaincu que des femmes sans pratique scientifique pourraient avoir un regard plus nouveau, neutre, sur les grandes singes. Lorsque Louis Leakey l'a recrutée pour qu'elle prenne part à son projet d'étudier les grands singes, il lui a signifié qu'elle devrait se faire retirer l'appendice. Ce qu'elle fit sans hésitation avant que Louis Leakey lui avoue qu'il ne l'avait mise au défi que pour tester sa détermination.
En janvier 1970, son portrait, photographié par son amant Bob Campbell, paraît en couverture du National Geographic. Elle devient une célébrité mondiale, promouvant la protection des gorilles et montrant cette espèce au public sous un nouveau jour, bien loin des caricatures dépeintes dans les films et les livres. La photographie montrant le gorille « Peanuts » touchant la main de Dian est la première révélant un contact paisible entre un être humain et un gorille sauvage.
En 1980, Fossey est reconnue comme la principale chercheuse mondiale sur la physiologie et le comportement des gorilles de montagne, les définissant comme étant « dignes, très sociables, doux, avec des personnalités individuelles, et des relations familiales fortes. »
Fossey enseigne en tant que professeure à l'université Cornell de 1981 à 1983. Son best-seller Gorilles dans la brume est salué par Nikolaas Tinbergen, éthologue et ornithologue hollandais lauréat du prix Nobel de physiologie 1973. Son livre reste la référence sur les gorilles.

### Mémoires

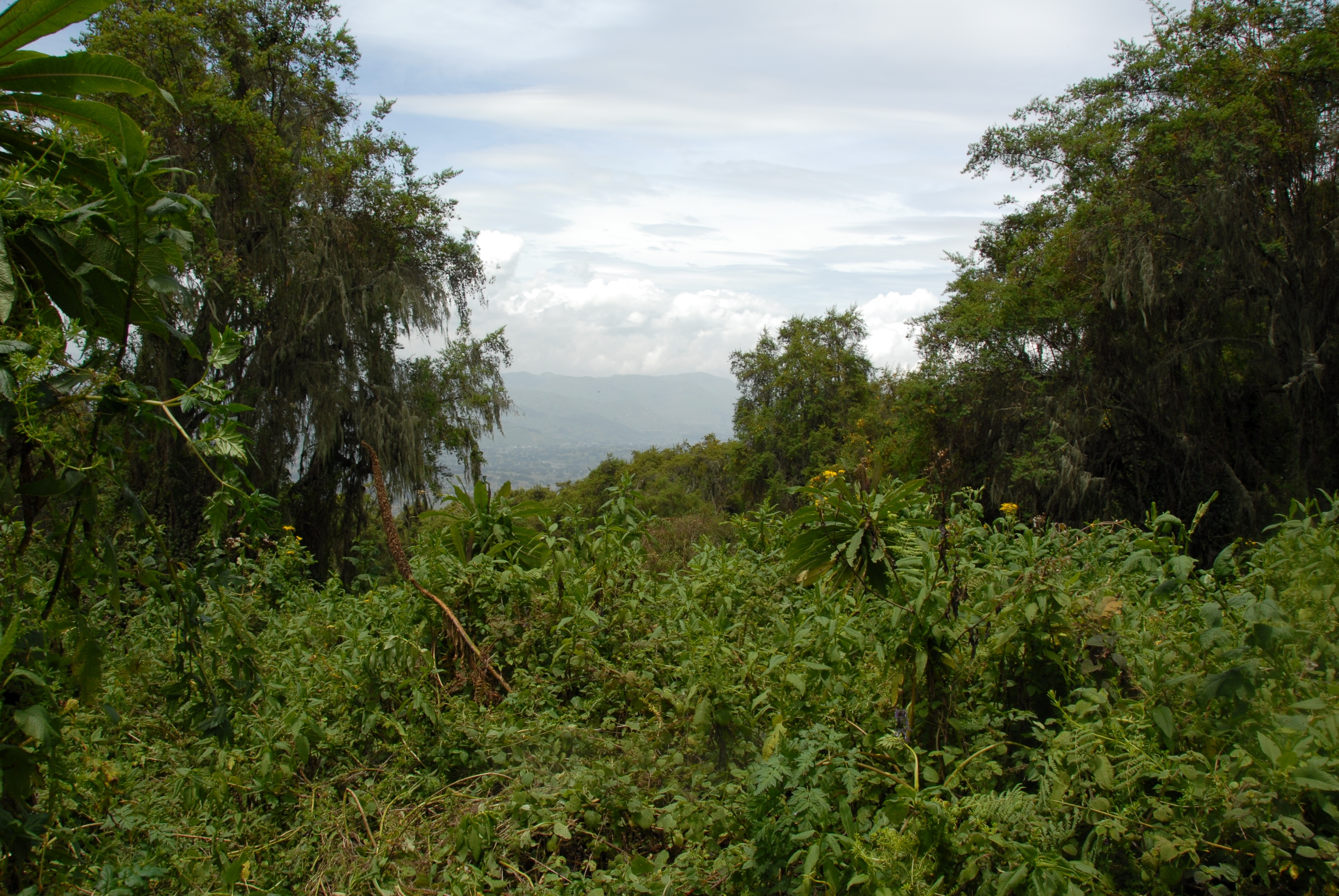
Paysage du parc national des volcans.

Il est indéniable que son travail a permis la préservation de l’espèce dans cette région. Dian Fossey raconte son expérience d'observations des groupes de gorilles dans un livre de mémoires, Gorilles dans la brume (Gorillas in the Mist), qui fait en 1988 l'objet d'une adaptation cinématographique (Gorilles dans la brume), tourné dans le parc national des volcans. Sigourney Weaver y interprète son rôle. Le film connut un grand succès et sensibilisa l'opinion au sort des derniers gorilles des montagnes.
Son décès intervient alors que de grands projets d’exploitations touristiques font miroiter de substantiels revenus.

## Assassinat

### Faits
Dian Fossey est découverte assassinée dans la chambre de sa hutte dans les montagnes des Virunga, au Rwanda, le 27 décembre 1985. Son crâne a été fendu en deux par six coups d'une machette qu'elle avait placée chez elle comme objet de décoration. Des traces de lutte étaient visibles dans la hutte. Son pistolet est retrouvé sous elle, inutilisé car les munitions ne s'adaptaient pas à son arme. Le meurtrier a démonté une plaque en tôle de la cabane qui menait directement à sa chambre à coucher, ce qui laisse supposer que c'était une personne qui connaissait les lieux et avait prémédité son acte. De plus, aucun objet appartenant à Fossey n'est dérobé (des milliers de dollars en chèques de voyage, son enregistreur Nagra et son équipement photo).
Elle est enterrée dans le cimetière qu'elle avait fait construire pour les gorilles à Karisoke, selon ses propres souhaits. Elle avait en effet déclaré à un journaliste un mois avant son assassinat : « Je veux être enterrée ici, dans le cimetière où reposent mes gorilles. »

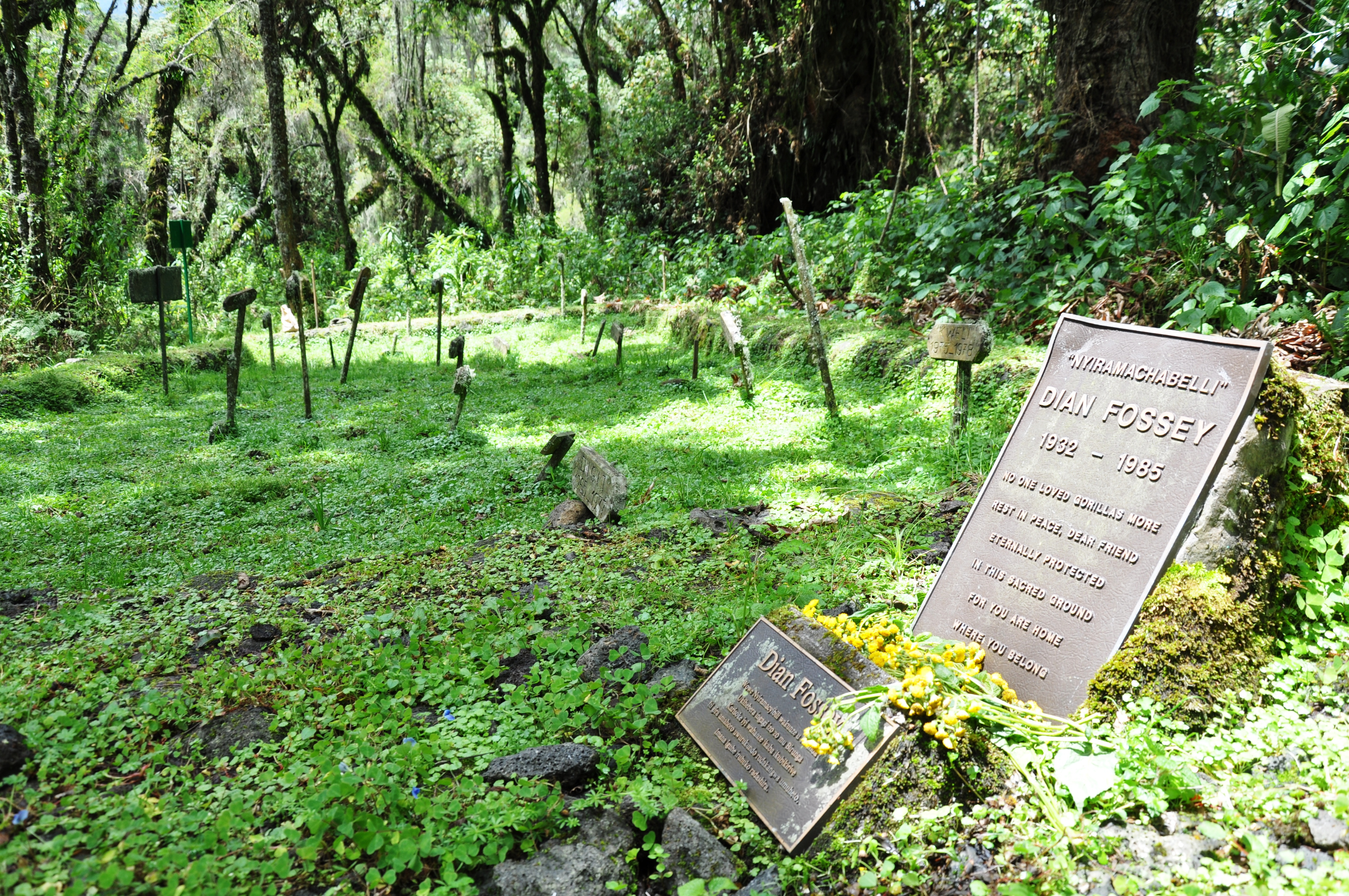
Tombe de Dian Fossey, avec celles de gorilles au second plan.

### Enquête
Après l'assassinat, tous les membres de son équipe, y compris Rwelekana, un traqueur qu'elle avait renvoyé quelques mois auparavant, ont été arrêtés. Tous, sauf Rwelekana qui a été retrouvé pendu dans sa prison, ont été libérés. Les principaux suspects sont les braconniers avec qui elle était en guerre ouverte, les éleveurs qui faisaient irruption dans le parc pour faire paître leur troupeau et y chasser et Protais Zigiranyirazo, soupçonné d'être à la tête d'un trafic de bébés gorilles et d'être le commanditaire du meurtre. Il était préfet de région à cette époque et a dirigé l'enquête sur la mort de Dian Fossey.
Son assassin est toujours inconnu à ce jour.

### Suites
Protais Zigiranyirazo a été arrêté le 27 juillet 2001 à l'aéroport de Bruxelles pour sa participation présumée au génocide de 1994 (Paul Bertrand, Le Parisien). Il est accusé d'être le commanditaire du meurtre de la primatologue.
Quelques jours après l'assassinat de la primatologue, l'officier de police Fabrice Martinez fonde l'association Gorilla, destinée à la défense des grands singes.
Le travail de recherche de Fossey a été repris après sa mort par la biologiste Katie Fawcett, directrice du centre de Ruhengeri dont l'équipe comptait 120 personnes en 2011.
Plusieurs années plus tard, l'exploitation des documents de Harold T.P. Hayes a révélé que les pratiques dites "non orthodoxes" de Dian Fossey pour conduire ses études et défendre les gorilles incluaient une relation de domination raciste avec son personnel, et qu'elle avait pratiqué des actes de torture sur des gardiens de troupeaux ou braconniers qu'elle avait saisi sur le fait. Depuis, la communauté scientifique étudie les aspects paternalistes et racistes de l'approche de Dian Fosseyet de Louis Leakey. 

## Dian Fossey sur les écrans
- Le film Gorilles dans la brume réalisé par Michael Apted en 1988 s'inspire du récit autobiographique de Dian Fossey Gorilles dans la brume (1983).
- Un documentaire de 55 minutes intitulé Un amour de gorille, réalisé par Jean-Christophe de Revière et diffusé le 30 mars 2014 sur France 2[24], relate comment André Lucas, soigneur à la ménagerie du Jardin des plantes du Muséum de Paris depuis 1962, rencontra Dian Fossey au camp de Karisoké fin janvier 1976 et collabora avec elle pendant huit mois, l'aidant dans sa lutte anti-braconnage et participant à son travail d’étude et de recensement des gorilles. À l'été 1978, il passe de nouveau trois mois parmi les gorilles, mais il doit s'arrêter après une morsure profonde à la cuisse infligée par un mâle en colère. En 1997 il devient responsable de la diffusion audiovisuelle du Muséum de Paris ce qui lui ouvre une carrière de grand reporter et de réalisateur[25].

## Publications
- Dian Fossey :
  - « Making friends with mountain gorillas », Nat. Geogr. 137: 48-67, 1970
  - « More years with mountain gorillas », Nat. Geogr. 140: 574-585, 1971
  - « Living with mountain gorillas », in The Marvels of Animal Behavior 208-229 (T.B. Allen ed., National Geographic Society), 1972
  - « Vocalizations of the mountain gorilla (Gorilla gorilla beringei) », Anim. Behav. 20: 36-53, 1972
  - « Observations on the home range of one group of mountain gorillas (Gorilla gorilla beringei) », Anim. Behav. 22: 568-581, 1974
  - « The behaviour of the mountain gorilla », Ph.D. diss. Cambridge University, 1976
  - « His name was Digit », Int. Primate Protection League (IPPL) 5(2): 1-7, 1978
  - « Mountain gorilla research, 1969-1970 », Nat. Geogr. Soc. Res. Reps. 1969 Projects, 11: 173-176, 1978
  - « Development of the mountain gorilla (Gorilla gorilla beringei) through the first thirty-six months », in The Great Apes 139-186 (D.A. Hamburg & E.R. McCown eds., Benjamin-Cummings), 1979
  - « Mountain gorilla research, 1971-1972 », Nat. Geogr. Soc. Res. Reps. 1971 Projects, 12: 237-255, 1980
  - « The imperiled mountain gorilla », National Geographic 159: 501-523, 1981
  - « Mountain gorilla research, 1974 », Nat. Geogr. Soc. Res. Reps. 14: 243-258, 1982
  - « An amiable giant: Fuertes's gorilla », Living Bird Quarterly 1(summer): 21-22, 1982
  - « Gorillas in the Mist », Houghton Mifflin Company, 1983

- D. Fossey & A.H. Harcourt :
  - « Feeding ecology of free-ranging mountain gorilla (Gorilla gorilla beringei) », in Primate Ecology: Studies of Feeding and Ranging Behaviour in Lemurs, Monkeys and Apes 415-447 (T.H. Clutton-Brock ed., Academic Press), 1977
  - « Un flic au secours des gorilles », Les Presses du Midi, 2010,  (ISBN 2812708484)